# Pilawa (Powiat Garwoliński)
Pilawa ist eine Stadt sowie Sitz der Stadt- und Landgemeinde im Powiat Garwoliński der Woiwodschaft Masowien, Polen.

## Verkehr

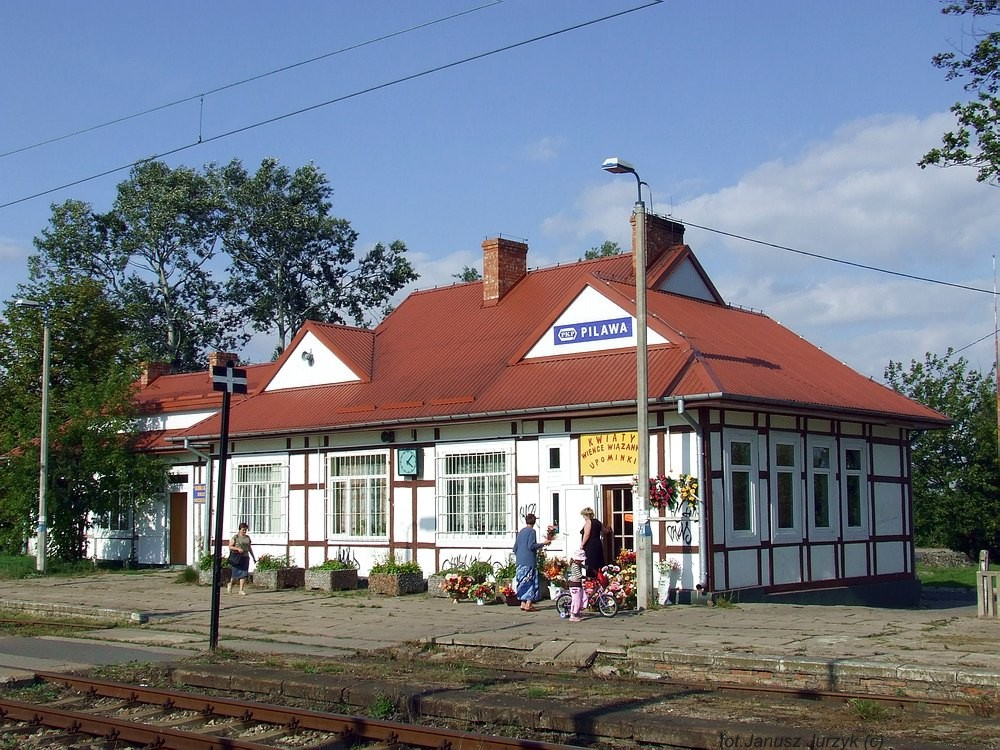
Bahnhof Pilawa

Der Bahnhof Pilawa ist Knotenpunkt der Bahnstrecke Warszawa–Kowel mit der (bei Pilawa) nur noch im Güterverkehr betriebenen Bahnstrecke Skierniewice–Łuków und der ebenfalls nicht mehr im Personennahverkehr betriebenen Strecke Tłuszcz–Pilawa.

## Gemeinde
Zur Stadt- und Landgemeinde gehören neben der Stadt Pilawa folgende elf Ortschaften mit einem Schulzenamt:
- Gocław
- Jaźwiny
- Kalonka
- Lipówki
- Łucznica
- Niesadna
- Niesadna-Przecinka
- Puznówka
- Trąbki
- Wygoda
- Żelazna

Weitere Orte der Gemeinde sind Grzebowilk, Resztówka, Rogalec und Zawadka.